# Rumuńscy posłowie do Parlamentu Europejskiego 2014–2019
Rumuńscy posłowie VIII kadencji do Parlamentu Europejskiego zostali wybrani w wyborach przeprowadzonych 25 maja 2014.

## Lista posłów
Wybrani z listy PSD, PC i UNPR
- Kandydaci PSD:
  - Victor Boștinaru
  - Andi-Lucian Cristea
  - Cătălin-Sorin Ivan
  - Sorin Moisă
  - Dan Nica
  - Ioan-Mircea Pașcu
  - Emilian Pavel, poseł do PE od 1 listopada 2014
  - Răzvan Popa, poseł do PE od 13 września 2017
  - Daciana Sârbu
  - Claudiu Ciprian Tănăsescu
  - Ana-Claudia Țapardel
  - Maria Gabriela Zoană, poseł do PE od 30 stycznia 2018
- Kandydaci PC:
  - Maria Grapini
  - Constantin Laurențiu Rebega
- Kandydaci UNPR:
  - Damian Drăghici
  - Doru-Claudian Frunzulică

Wybrani z listy Partii Narodowo-Liberalnej
- Cristian Bușoi
- Ramona Mănescu
- Norica Nicolai
- Mihai Țurcanu, poseł do PE od 2 marca 2015
- Adina Vălean
- Renate Weber

Wybrani z listy Partii Demokratyczno-Liberalnej
- Daniel Buda
- Monica Macovei
- Marian-Jean Marinescu
- Theodor Stolojan
- Traian Ungureanu

Wybrani z listy Demokratycznego Związku Węgrów w Rumunii
- Csaba Sógor
- Gyula Winkler

Wybrani z listy Partii Ruchu Ludowego
- Siegfried Mureșan
- Cristian Preda

Wybrany jako kandydat niezależny
- Mircea Diaconu

Byli posłowie VIII kadencji do PE
- Corina Crețu (wybrana z listy PSD, PC i UNPR, kandydatka PSD), do 31 października 2014
- Eduard Hellvig (wybrany z listy PNL), do 1 marca 2015
- Victor Negrescu[1] (wybrany z listy PSD, PC i UNPR, kandydat PSD), do 29 czerwca 2017
- Viorica Dăncilă (wybrana z listy PSD, PC i UNPR, kandydatka PSD), do 28 stycznia 2018